# チャールズ・エイヴィソン
チャールズ・エイヴィソン（チャールズ・アヴィソン、Charles Avison, 1709年2月 ニューカッスル・アポン・タイン - 1770年5月9日 or 10日 ニューカッスル・アポン・タイン）は、バロックから古典派にかけてのイギリスの作曲家で、ニューキャッスルのセント・ジョン教会およびセント・ニコラス大聖堂（ニューキャッスル大聖堂）のオルガニストも勤めた。エイヴィソンの曲で最も有名な作品は『ドメニコ・スカルラッティのソナタに基づく12の合奏協奏曲』で、さらに『音楽表現についてのエッセイ』と題された著作は、イギリスで最初に出版された音楽批評である。

## 生涯
エイヴィソンの前半生はあまり知られていないが、父リチャードと母アンはともに音楽家だった。洗礼を受けたのは1709年の2月16日で、場所はセント・ジョン教会。芸術家のパトロンで、後にグレート・ブリテン議会（en:Parliament of Great Britain）のメンバーになるラルフ・ジェニソンとは早い時期から関係があったようだ。若い頃、ロンドンに行き、フランチェスコ・ジェミニアーニについて音楽を学んだ。しかし、エイヴィソンは故郷にこだわりを持ち続け、1735年10月13日に地元のセント・ジョン教会のオルガニストになり、その直後、セント・ニコラス大聖堂のオルガニストにもなった。後年、そうそうたるところからオファーがあったらしいが、エイヴィソンはけっしてニューキャッスルを離れようとしなかった。
1737年1月15日、エイヴィソンはキャサリン・レイノルズと結婚した。ジェーン（1744年 - 1773年）、エドワード（1747年 - 1776年）、チャールズ（1751年 - 1795年）の3人の子供をもうけ、エドワードとチャールズはともにセント・ニコラス大聖堂のオルガニストになり、またチャールズは賛美歌の本を出版した。
1738年7月、エイヴィソンはニューキャッスル音楽協会の会長に選ばれた。また、ジョン・ガースと一緒に、ダラムで予約制演奏会を行った。それは現在も地元の劇場で続けられている。
エイヴィソンはロバート・ブラウニングの著書『Parleyings with Certain People of Importance in their Day（その時代の重要なる幾人かとの討論）』に名前を挙げられた一人である。
| 「 | 聞け、エイヴィソン。間違いない、 君の時代の音楽が人々を熱中させたのは。 今のワーグナーの音楽と同じほど。 | 」 |

エイヴィソンは1770年5月10日に亡くなり、ニューキャッスルのセント・アンドリュー教会に埋葬された。

## 影響
エイヴィソンは、ジェミニアーニがロンドンで流行らせた、イタリア様式の伝統を守った。特に、エイヴィソンの合奏協奏曲は、昔の作曲家のソナタを、ジェミニアーニの技法で管弦楽協奏曲に編曲している。また、著書『音楽表現についてのエッセイ』の中でヘンデルのことを、当時のイングランドで最も尊敬された人物と批評している。